# Domanice (Mietków)

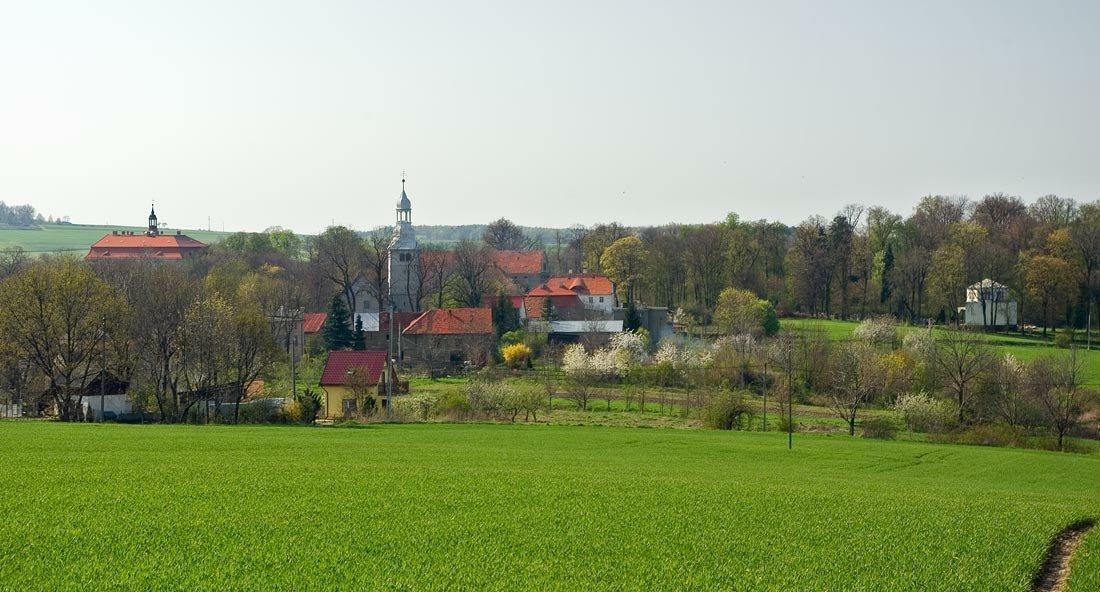
Domanice

Domanice (deutsch Domanze, veraltet auch Domantz) ist ein Dorf im Powiat Wrocławski in der Woiwodschaft Niederschlesien in Polen. Es gehört zur Landgemeinde Mietków (Mettkau) und liegt an der Bystrzyca (Schweidnitzer Weistritz), einem linken Nebenfluss der Oder.

## Geographie
Domanice liegt fünfzehn Kilometer nordöstlich von Świdnica (Schweidnitz). Nordöstlich von Domanice liegt das Staubecken „Jezioro Mietkowskie“, in dem das Wasser der Weistritz gestaut wird.

### Nachbarorte
Nachbarorte sind Borzygniew (Borganie, 1937–1945 Bergen) und Milin (Fürstenau) im Nordosten, Rogów Sobócki (Rogau-Rosenau) im Osten, Sobótka (Zobten am Berge) und Górka (Gorkau) im Südosten, Krasków (Kratzkau) im Süden, Wierzbna (Würben) im Südwesten, Piotrowice Świdnickie (Peterwitz) und Żarów (Saarau) im Westen und Łażany (Laasan) sowie Pyszczyn (Pitschen) im Nordwesten.

## Geschichte
Domanze wurde im 12. Jahrhundert durch das Breslauer Augustiner-Chorherrenstift St. Maria auf dem Sande an einem wichtigen Übergang über die Schweidnitzer Weistritz gegründet. Urkundlich erscheint der Ort 1193 als „Domano“ und 1373 als „Domantz“. Im 13. Jahrhundert wurde es zu deutschem Recht umgesetzt und zugleich in Ritterbesitz übergeben. Es gehörte zunächst zum Herzogtum Breslau und gelangte nach dessen Teilung 1278 an das Herzogtum Schweidnitz. Mit diesem zusammen fiel es nach dem Tod des Herzogs Bolkos II. 1368 erbrechtlich an die Krone Böhmen. Dem Ritter Jacho von Manow, der vom Ritter von Seidlitz auf Bögendorf erschlagen wurde, folgten als Besitzer die Ritter von Glosse, von Aulock, von Bolze und von Schwarzenwalde. 1401–1468 gehörte es den von Schindel, 1468–1523 den von Schellendorf, 1523–1628 den von Mühlheim und 1628–1650 den von Reichenbach. Im Dreißigjährigen Krieg wurde Domanze völlig zerstört. Bis 1705 war Domanze im Besitz der Grafen von Oppersdorf, danach gelangte es an die Herren Seherr-Thoß und 1771 an die von Tschirschky. 1832 fiel es an den späteren preußischen Ministerpräsidenten Friedrich Wilhelm von Brandenburg. Bei dessen Nachkommen blieb Domanze bis 1909. Danach gelangte es an die verwandten Grafen Pückler. Nach dem Ersten Schlesischen Krieg 1742 fiel Domanze mit dem größten Teil Schlesiens an Preußen.
Nach der Neugliederung der Provinz Schlesien gehörte die Landgemeinde Domanze ab 1816 zum Landkreis Schweidnitz. Der 1874 gebildete Amtsbezirk Domanze bestand aus den Landgemeinden Domanze, Hohenposeritz und Schönfeld sowie den gleichnamigen Gutsbezirken. 1845 zählte Domanze 85 Häuser, ein herrschaftliches Schloss, zwei Vorwerke, 747 Einwohner (davon 67 katholisch und der Rest evangelisch), eine evangelische Pfarrkirche ohne Widum unter dem Patronat der Grundherrschaft, eine 1743 gegründete evangelische Schule, eine katholische Kirche mit Widum ohne Gebäude (Adjunkt der Pfarrkirche zu Imgramsdorf), eine Wassermühle mit zwei Einwohnern, vier Leinwebstühle, 23 Handwerker und vier Händler. Zu Domanze gehörte die Busch- oder Puschmühle, eine Wassermühle mit zwei Einwohnern. 1939 wurden in Domanze 656 Einwohner gezählt.
Als Folge des Zweiten Weltkriegs fiel Domanze 1945 an Polen und wurde in Domanice umbenannt. Die deutsche Bevölkerung wurde, soweit sie nicht vorher geflohen war, vertrieben. Die neu angesiedelten Bewohner waren teilweise Zwangsumgesiedelte aus Ostpolen, das an die Sowjetunion gefallen war. Nach 1945 wurde die 1743 errichtete evangelische Kirche demoliert und das Dominium verstaatlicht. 1975–1998 gehörte Domanice zur Woiwodschaft Breslau.

## Sehenswürdigkeiten

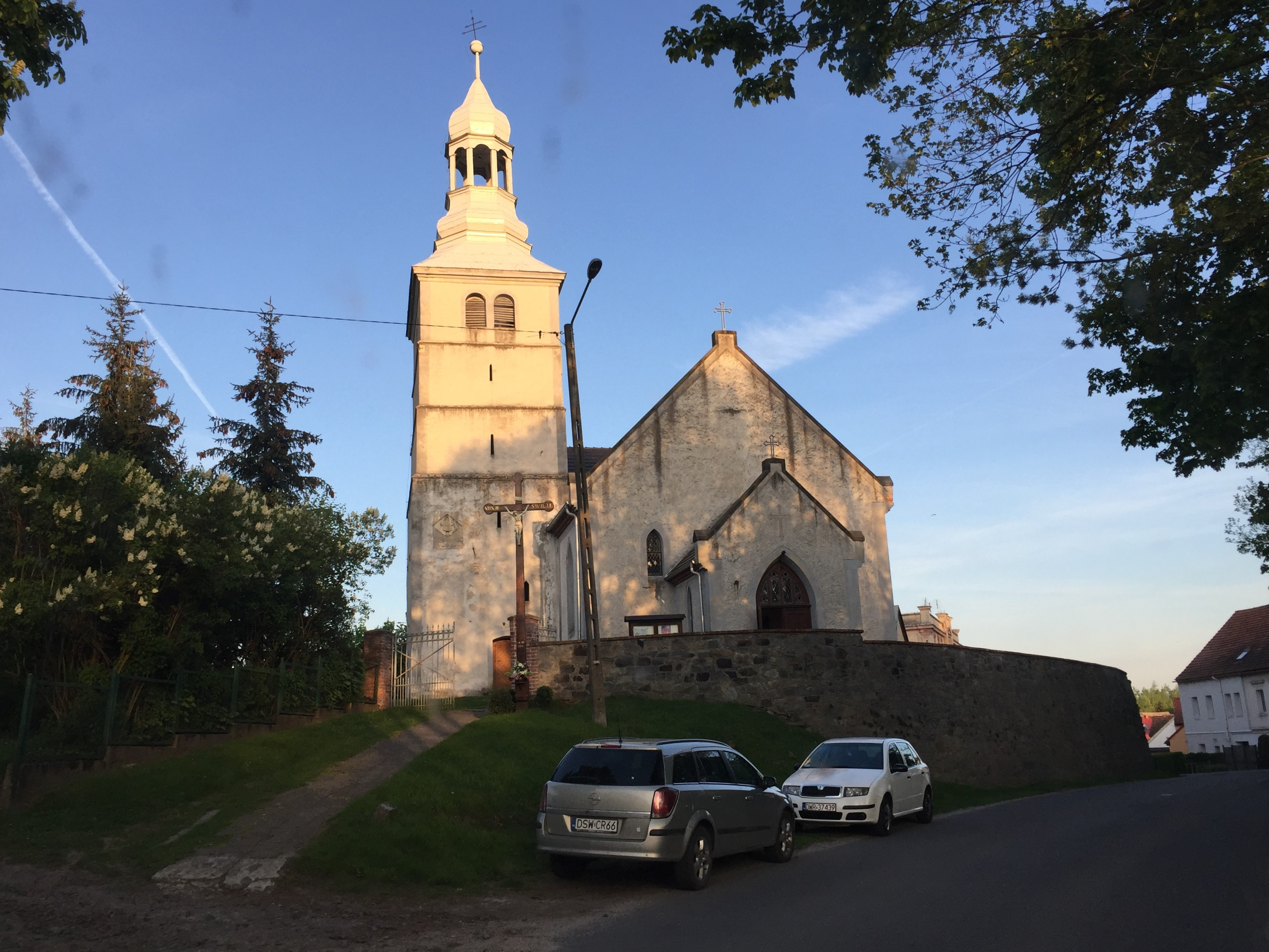
Kirche St. Anna

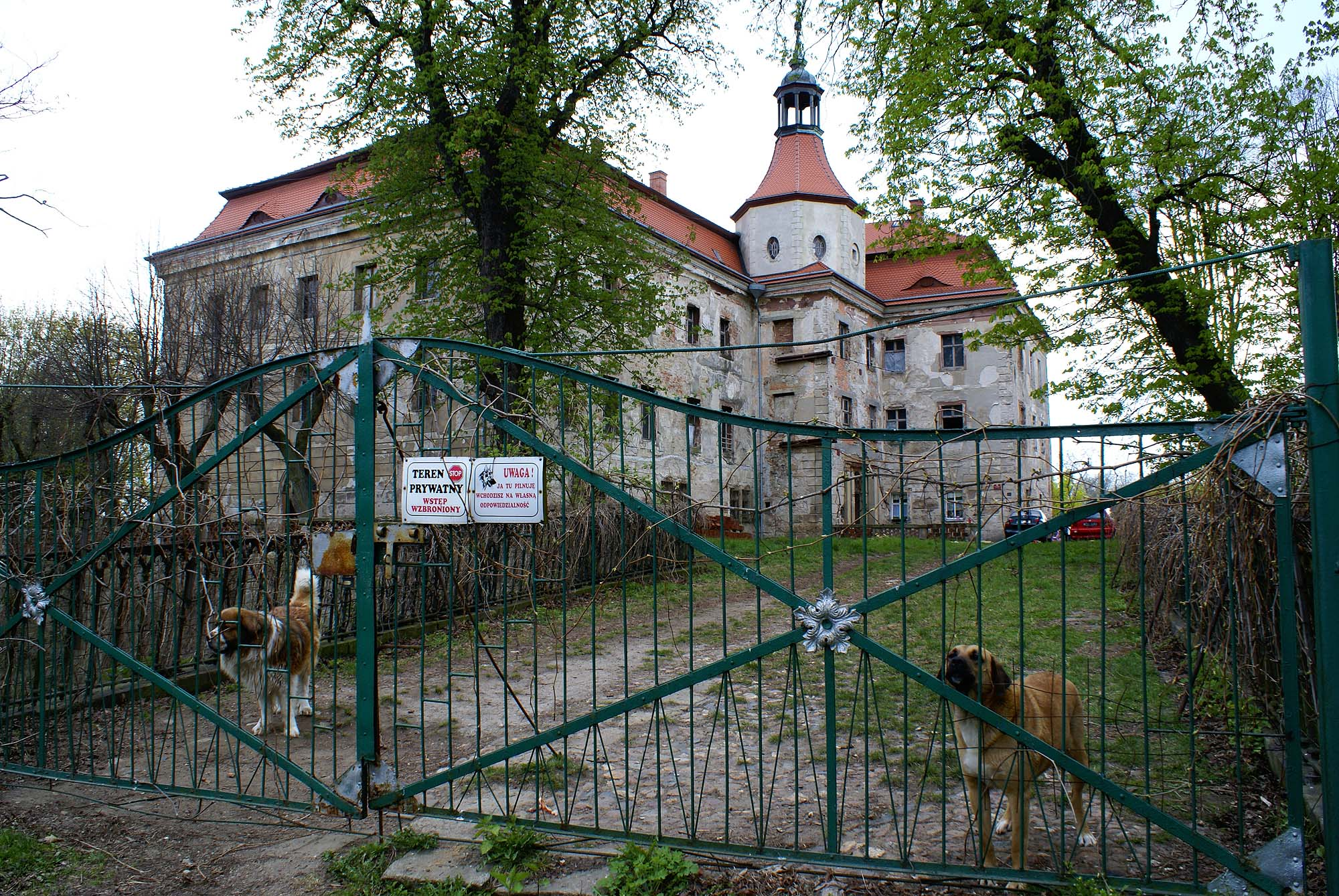
Schloss Domanze

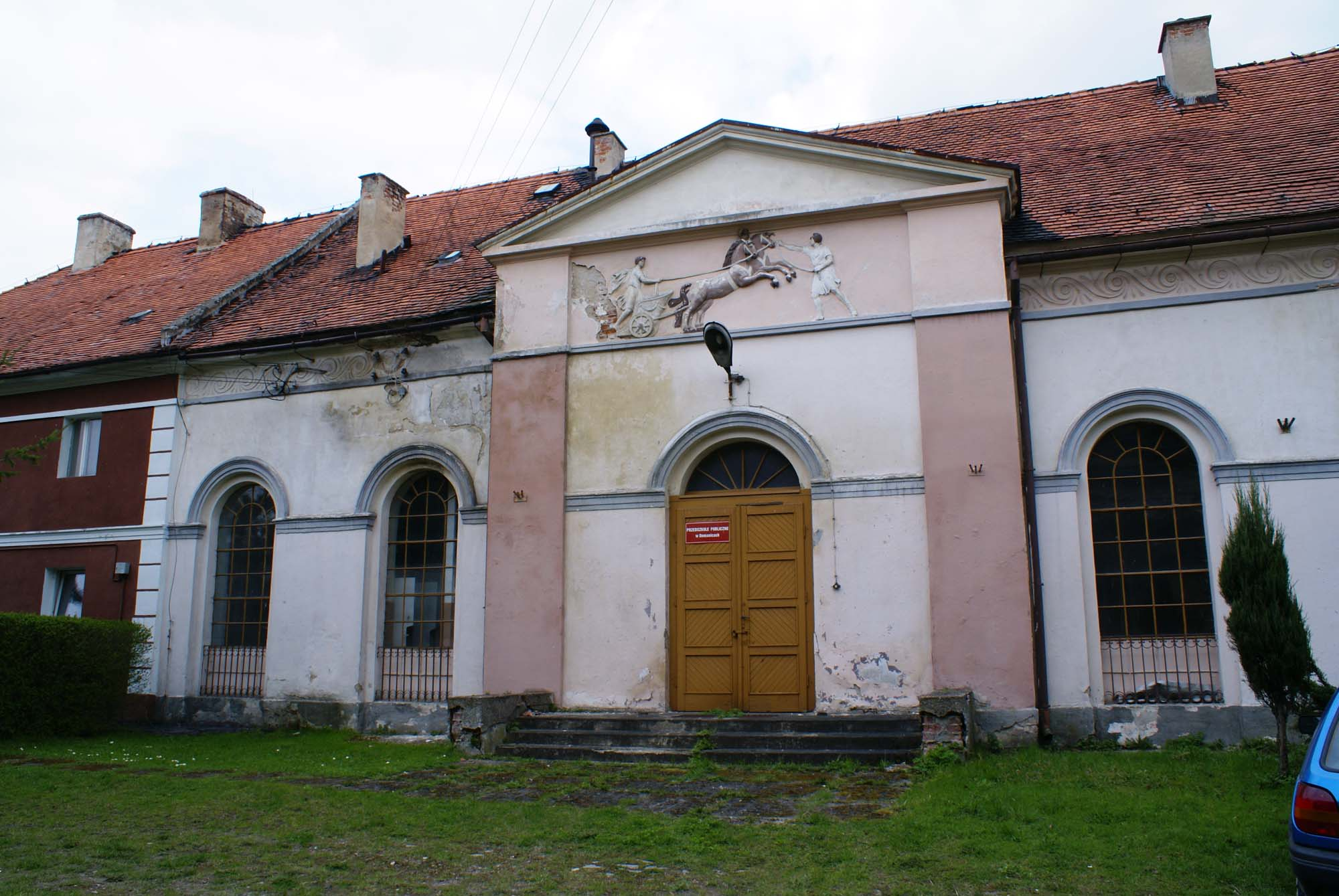
Ehemalige Stallungen

- Das Schloss Domanze (polnisch Pałac w Domanicach) wurde an der Stelle der im 12. Jahrhundert erwähnten Burg auf einem Felsen um 1600 das heutige Schloss errichtet. Da dessen Abhänge mit Fliederbüschen bestanden waren, wurde es auch als „Fliederschloss“ bezeichnet.
- Die römisch-katholische Filialkirche St. Anna (polnisch kościół filialny pw. św. Anny) wurde 1664 errichtet.[5] Der Vorgängerbau entstand nach alter Überlieferung 1348 im Gedenken an den Ritter Jacho von Manow, den der Ritter von Seidlitz auf Bögendorf erschlagen hatte. Ein Nachfolgebau veranlasste 1523 der evangelische Grundherr von Mühlheim. Im Dreißigjährigen Krieg brannten 1633 sächsische Truppen das Gotteshaus nieder. 1654 entzogen die Katholiken den Protestanten die Ruine. Beim Wiederaufbau durch den kaiserlichen General-Feldwachtmeister von Monteverques wurde die katholische Pfarrei nicht wieder hergestellt, sondern der Kirche von Ingramsdorf zugewiesen. 1664 erfolgte der Bau der heutigen Kirche. Mitte des 19. Jahrhunderts waren zur katholischen Kirche gepfarrt: Domanze mit Buschmühle, Frauenhain und Rungendorf. Der Gottesdienst fand jeden dritten Sonntag und jeden zweiten Feiertag statt.
- Die evangelisch-lutherische Pfarrkirche wurde 1743 gegründet. Die mehrheitlich protestantischen Einwohner hielten sich nach dem Dreißigjährigen Krieg zunächst zur Friedenskirche vor Schweidnitz und nach Rankau. Die preußische Herrschaft ermöglichte den Bau einer eigenen evangelischen Kirche. Diese wurde vom Grundherren von Seherr-Thoß in Auftrag gegeben und 1743 eingeweiht. Das Gotteshaus war 48 Ellen lang, 26 Ellen breit und 27 Ellen hoch und besaß keine Glocke und keinen Turm. 1750 erfolgte eine größere Reparatur. 1820 erhielt die Kirche eine neue Orgel. Von 1835 bis 1836 wurde sie bis unter das Dach gemauert. Zur evangelischen Parochie waren gepfarrt: Domanze, Hohenposeritz, Guhlau, Strehlitz, Stephanshain, Stäubchen, Klettendorf, Schmellwitz, Kratzkau, Gohlitsch, Schönfeld, Frauenhain, Wenig-Mohnau, Klein-Mohnau, Berghof, Borganie, Bockau und Ebersdorf.[6] Vermutlich wurde die Kirche in den 1960er Jahren abgerissen. Erhalten blieb das Pfarrhaus.[7]
- Das Mausoleum der Familie von Brandenburg aus dem Jahr 1856 dient heute als Friedhofskapelle.[8]
- Naherholungsgebiet mit dem Stausee Jezioro Mietkowskie.